# .ni
.ni는 니카라과의 국가 도메인이다.

## 2차 도메인
등록은 여러 2차 도메인 이름 아래의 3차 도메인으로 이루어진다. 또한 nic.ni의 레지스트리 사이트 자체를 포함하여 두 번째 수준에 직접적으로 존재하는 소수의 사이트도 있다. 2차 도메인 이름에는 다음이 포함된다.
- .com.ni, 상업 단체
- .gob.ni, 정부 부처 및 조직
- .edu.ni, 교육 기관 및 조직
- .org.ni, 비정부 기관 및 종속성
- .nom.ni, 개인 웹사이트
- .net.ni, 네트워크 조직
- .mil.ni, 군사 조직
- .co.ni, 세계 어느 곳의 기업체
- .biz.ni, 상업 법인
- .int.ni, 국제 조약을 맺은 조직
- .info.ni, 정보 제공 사이트

## 참고 사항
- 정치적 이유로 .ni는 또한 종종 북아일랜드의 사이트에서 영국의 국가 도메인인 .uk 대신에 사용된다. .co.ni 하위 도메인은 이 목적에서 생성되었다.